# Bounce (dal)
A Bounce Tarkan debütáló angol nyelvű kislemeze a Come Closer albumról, mely Törökországban 2005. október 25-én, Németországban pedig 2006. március 24-én jelent meg.

## Törökországi kiadás
- Bounce, 2005 
  - 1: Bounce (Original Edit) – 3:43
  - 2: Bounce (Pacifique) – 3:44
  - 3: Bounce (Ozinga) – 3:40
  - 4: Shhh (DkEVRIM) – 3:50
  - 5: Bounce (Kerim & DkEVRIM) – 4:20
  - 6: Shhh (Original) – 3:35
  - 7: Bounce (N.Y.-L.A.) – 3:45

## Németországi kiadás
- Bounce, 2006
  - 1: Bounce (Original Mix) – 03:17
  - 2: Bounce (Don Candiani Reggaeton Rmx) – 03:31
  - 3: Bounce (DJ Altay Indu Mix) – 03:06
  - 4: Bounce (Pacifique De Replay Remix) – 03:44
  - 5: Bounce (DJ Altay Oriental Mix) – 06:56
  - 6: Bounce (Armand van Helden Mix) – 06:50

## 12-inch verziók

### Black Edition
Bounce (2006, 12-inch, German Edition, Urban/Universal) 
- - A 1: Bounce (Pacifique De Replay Remix) – 03:44
  - A 2: Bounce (Beathoavenz Cut) – 03:54
  - A 3: Bounce (Don Candiani Reggaeton Rmx feat. Adassa) – 03:31
  - B 1: Bounce (DJ Altay Oriental Mix) – 06:56
  - B 2: Bounce(DJ Altay Indu Mix) – 03:06
  - B 3: Bounce (Original Mix) – 03:17

### White Edition
Bounce (2006, 12-inch, German Edition, Urban/Universal) 
- - A 1: Bounce (Armand van Helden Mix) – 06:56
  - B 1: Bounce (DJ Fuma's Elastic Mix) – 09:22